# Рантсвиллер
Рантсвиллер (фр. Rantzwiller) — коммуна на северо-востоке Франции в регионе Гранд-Эст (бывший Эльзас — Шампань — Арденны — Лотарингия), департамент Верхний Рейн, округ Мюлуз, кантон Брёнстат. До марта 2015 года коммуна административно входила в состав упразднённого кантона Сирентс (округ Мюлуз).
Площадь коммуны — 5,47 км², население — 781 человек (2006) с выраженной тенденцией к росту: 819 человек (2012), плотность населения — 149,7 чел/км².

## Население
Численность населения коммуны в 2011 году составляла 811 человек, а в 2012 году — 819 человек.
| 1962 | 1968 | 1975 | 1982 | 1990 | 1999 | 2004 | 2006 | 2008 | 2011 | 2012 |
| ---- | ---- | ---- | ---- | ---- | ---- | ---- | ---- | ---- | ---- | ---- |
| 250  | 248  | 269  | 354  | 452  | 691  | 794  | 781  | 795  | 811  | 819  |

Динамика населения:

## Экономика
В 2010 году из 556 человек трудоспособного возраста (от 15 до 64 лет) 426 были экономически активными, 130 — неактивными (показатель активности 76,6 %, в 1999 году — 76,9 %). Из 426 активных трудоспособных жителей работали 403 человека (221 мужчина и 182 женщины), 23 числились безработными (11 мужчин и 12 женщин). Среди 130 трудоспособных неактивных граждан 48 были учениками либо студентами, 32 — пенсионерами, а ещё 50 — были неактивны в силу других причин.
На протяжении 2011 года в коммуне числилось 295 облагаемых налогом домохозяйств, в которых проживало 759,5 человек. При этом медиана доходов составила 32857 евро на одного налогоплательщика.

## Достопримечательности (фотогалерея)

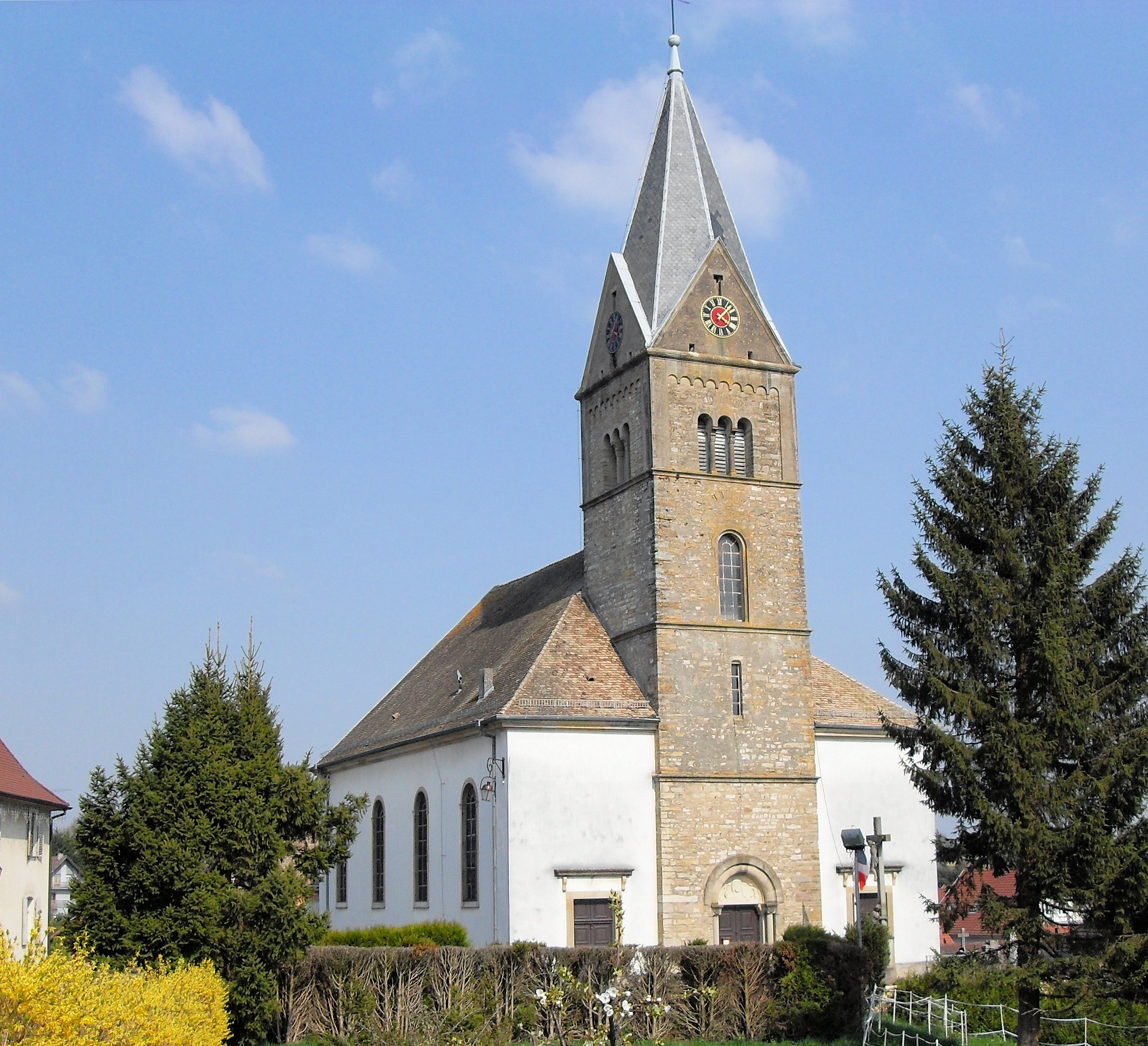
Церковь Святого Георга